# Akcent (czasopismo)
Akcent – czasopismo literacko-artystyczne, ukazujące się od 1980 r.
Wydawane jest w Lublinie Wschodnią Fundację Kultury „Akcent” i Instytut Książki.
Założycielem i redaktorem naczelnym pisma jest Bogusław Wróblewski. W zespole redakcyjnym są też m.in. Monika Adamczyk-Garbowska i Lechosław Lameński.
W czasopiśmie prezentowana jest proza i poezja. Analizowane są procesy zachodzące na pograniczu kultur i narodowości. Ukazały się w nim rozmaite bloki tematyczne. Akcent opublikował pierwsze polskie przekłady Spotkania w Telgte G. Grassa, Malowanego ptaka J. Kosińskiego,  Szatańskich wersetów S. Rushdiego, opowiadań I.B. Singera. W Akcencie debiutowali m.in. Marcin Świetlicki, Andrzej Niewiadomski i Eugeniusz Tkaczyszyn-Dycki. Publikowano też teksty piosenek, m.in. G. Brassensa, J. Brela, B. Okudżawy, W. Wysockiego. Prezentowano twórczość polskich pisarzy emigracyjnych.